# Église anglicane de Naples
L'église anglicane de Naples représente le lieu de culte de la communauté anglicane napolitaine.